# 積閉集合
抽象代数学における積閉集合（せきへいしゅうごう、英: multiplicatively closed set）あるいは乗法的集合（じょうほうてきしゅうごう、英: multiplicative set）は、（有限）積に関して閉じている集合を言う。
積閉集合は特に可換環論において重要である。そこでは積閉集合が環の局所化の構成に用いられる。

## 定義
単位的環 R の部分集合 S が積閉あるいは乗法的であるとは、以下の二つの条件
- 1 ∈ S,
- x, y ∈ S ⇒ xy ∈ S

を満たすときに言う。別な言葉で言えば、積閉集合 S は環 R の乗法モノイドの部分モノイドである。空積は 1 に等しいものと約束すれば、上記の二条件は「S は有限積をとる操作について閉じている」ことと等価である。
同様に、環 R の部分集合 S が飽和 (saturated) であるとは、それが「因子をとる操作に関して閉じている」(z ∈ S, z = xy ⇒ x, y ∈ S) ときに言う。

## 例
よくある積閉集合の例として以下のようなものが挙げられる:
- 可換環の素イデアルの補集合。
- 環の元 x を固定するとき、集合 {1, x, x2, x3, …}。
- 環の単元全体の成す集合。
- 環の非零因子全体の成す集合。
- イデアル I に対する 1 + I。

## 性質
- 可換環 R のイデアル P が素イデアルであるための必要十分条件は、補集合 R ∖ P が積閉であることである。
- 部分集合 S が積閉かつ飽和となる必要十分条件は、それが素イデアルの合併の補集合となることである[4]。特に素イデアルの補集合は積閉かつ飽和である。
- 積閉集合からなる族の交わりはまた積閉である。
- 飽和集合からなる族の交わりはまた飽和である。

## 注
1. ↑  Eisenbud, p. 59.
2. ↑  Atiyah and Macdonald, p. 36.
3. ↑  Lang, p. 107.
4. ↑  Kaplansky, p. 2, Theorem 2.